# En’yū
En’yū (jap. 円融天皇, En’yū-tennō; * 12. April 959; † 1. März 991) war der 64. Tennō von Japan (13. August 969 bis 27. August 984).
Er war der fünfte Sohn des Murakami-tennō. Sein Eigenname war Morihira. Er löste seinen Bruder und Vorgänger im Alter von 11 Jahren ab.
Die politische Macht lag bei den Regenten (Sesshō bzw. Kampaku) aus der Fujiwara-Familie. Dies waren in zeitlicher Folge Fujiwara no Saneyori (900–970), Fujiwara no Koretada (924–972), Fujiwara no Kanemichi (925–977) und Fujiwara no Yoritada (924–989).
Reizei war der Vater des am 26. Oktober 968 geborenen späteren Kazan-tennō und des am 5. Februar 976 geborenen späteren Sanjō-tennō.
Er verzichtete vorzeitig, zunächst zu Gunsten seines Bruders, auf den Thron. Der Ichijō-tennō war sein einziger Sohn.